# Puerto Suárez
Puerto Suárez is een stad in Bolivia en is de hoofdplaats van de provincie Germán Busch.
In 2001 telde Puerto Suárez 11.594 inwoners.